# Jacek Legieć
Jacek Legieć (ur. 1969 w m. Krynice) – polski historyk, doktor habilitowany nauk humanistycznych.
W 1994 roku ukończył studia z zakresu historii na Uniwersytecie Łódzkim. Jego praca magisterska dotyczyła stosunku ukraińskich środowisk emigracyjnych do wydarzeń w Europie na przełomie lat 30. i 40. XX wieku. Rozprawę doktorską pt. Armia Ukraińskiej Republiki Ludowej w kampanii polsko-bolszewickiej 1920 r., której promotorem był Wojciech Materski, obronił w 1999 roku na Wydziale Filozoficzno-Historycznym macierzystej uczelni. Stopień naukowy doktora habilitowanego uzyskał w 2014 roku na Uniwersytecie Jana Kochanowskiego w Kielcach w oparciu o pracę Służba rekrutów z Królestwa Polskiego w armii rosyjskiej w latach 1874–1913.
W 2001 roku podjął pracę na stanowisku adiunkta w Instytucie Historii na Wydziale Humanistycznym Akademii Świętokrzyskiej, przekształconej następnie w Uniwersytet Jana Kochanowskiego w Kielcach. Jest członkiem Polskiego Towarzystwa Historycznego, w 2009 roku został prezesem oddziału kieleckiego. Specjalizuje się w historii Ukrainy lat 1917–1953 oraz armii rosyjskiej i służbie w niej Polaków na przełomie XIX i XX w.

## Wybrane publikacje
- Armia Ukraińskiej Republiki Ludowej w kampanii polsko-bolszewickiej 1920 r., Toruń 2002
- Służba rekrutów z Królestwa Polskiego w armii rosyjskiej w latach 1874–1913, Kielce 2013